# Eduardo Zaplana
Eduardo Andrés Julio Zaplana Hernández-Soro, conocido habitualmente como Eduardo Zaplana (Cartagena, 3 de abril de 1956) es un expolítico español que ocupó los cargos de ministro de Trabajo y Asuntos Sociales y portavoz del Gobierno, presidente de la Generalidad Valenciana y alcalde de Benidorm, además de ser elegido varias veces diputado a Cortes y senador. De ideología conservadora, forma parte del Partido Popular, donde ocupó relevantes puestos orgánicos.
Su carrera política dio un vuelco tras resultar sospechoso de recibir sobornos a cambio de adjudicaciones. Ante los sólidos indicios de delito, el juez decretó su ingreso en prisión preventiva el 24 de mayo de 2018; sin embargo, ocho meses y medio suspendió la medida cautelar ante los argumentos de la defensa sobre graves problemas de salud que estaría atravesando el encausado, que quedó en libertad. Celebrado el juicio, en octubre de 2024, fue condenado por delitos de prevaricación, cohecho, falsedad y blanqueo de capitales.

## Biografía
Nacido en la ciudad murciana de Cartagena el 3 de abril de 1956, en 1984 obtuvo la licenciatura en Derecho por la Universidad de Alicante. Está casado con Rosa Barceló, hija de un empresario hotelero de Benidorm, y tiene dos hijas; el matrimonio tuvo también un hijo, pero este falleció en 2011, a la edad de 22 años, a causa de una enfermedad congénita. Es suegro de Luis Iglesias Rodríguez-Viña, fundador de Drago Capital junto con Oleguer Pujol Ferrusola e imputado por blanqueo de capitales.

### Carrera política en la Comunidad Valenciana
Ingresó en el partido Alianza Popular (AP) proveniente de la Unión de Centro Democrático (UCD). Ya refundada AP como el Partido Popular (PP), en 1991 llegó a la alcaldía de Benidorm tras plantear una moción de censura contra el equipo de gobierno del PSPV-PSOE, ganada gracias al apoyo de una concejala tránsfuga de dicho partido, Maruja Sánchez, conocida popularmente como «la Bienpagá». Durante la investigación del caso Naseiro, Zaplana fue grabado en una comprometedora conversación telefónica con Salvador Palop, aunque la defensa logró la nulidad de la escucha.
En 1995 fue candidato del PP después de arrebatar la presidencia del partido al posteriormente senador Pedro Agramunt. Ganó las elecciones autonómicas por mayoría simple, y gracias al denominado «pacto del pollo» con Unión Valenciana, por el que la formación regionalista llevaría a su cabeza de lista, Vicente González Lizondo, a la presidencia de las Cortes autonómicas, consiguió la presidencia de la Generalidad Valenciana. En 1999 consiguió la mayoría absoluta y renovó como Presidente.
Durante su mandato trató de promocionar la imagen exterior de la Comunidad Valenciana por medio de campañas de publicidad como la que le vinculó al cantante Julio Iglesias. El acuerdo entre la administración valenciana y Julio Iglesias acabó en los tribunales dentro del conocido caso Ivex, que investigó el saqueo del Instituto Valenciano de la Exportación. Una de las piezas de esta causa se cerró con la condena a prisión de los directivos de esta sociedad pública.

### Terra Mítica
En el año 2000, el entonces príncipe Felipe inauguró Terra Mítica, un parque temático erigido sobre 450 hectáreas de terreno que habían sido pasto de incendios forestales. Los terrenos estaban próximos a Benidorm, ciudad de la que Zaplana había sido alcalde. Pero el proyecto no solo no acabó resultando el foco de atracción turística que el edil había prometido, sino que supuso un gran fracaso económico. La Generalidad Valenciana y las cajas de ahorros autóctonas perdieron 377 millones, y en 2012 las instalaciones pasaron a ser propiedad a la empresa Aqualandia a cambio de 67 millones de euros. La construcción de Terra Mítica, además, fue uno de los primeros escándalos de corrupción instruidos en los juzgados valencianos durante la etapa de gobierno del PP. 
El proceso judicial se resolvería 15 años después, en abril de 2016, con la condena del excuñado de Zaplana, Justo Valverde, que fue responsable de contratación, a cuatro años y 10 meses, el exdirector técnico Antonio Rincón y una veintena de empresarios contratistas, entre ellos Vicente Conesa, que fue sentenciado a 23 años por estafa y fraude a la Hacienda pública. 

### Carrera en la política nacional
Zaplana fue llamado a Madrid por el presidente del Gobierno, José María Aznar. Fue presidente de la Generalidad Valenciana hasta el 24 de julio de 2002, cuando dejó la jefatura del gobierno valenciano para desempeñar el cargo de ministro de Trabajo y Asuntos Sociales, dejando la presidencia a José Luis Olivas. Poco después fue nombrado también portavoz del Gobierno. Estando en este puesto, se cometieron los atentados del 11 de marzo de 2004 y tuvo la responsabilidad de las controvertidas comunicaciones oficiales sobre los atentados, junto al ministro del Interior Ángel Acebes. Tras las elecciones del 14 de marzo de 2004, cuando el PP pasó a la oposición en el Parlamento español, Zaplana se convirtió en el portavoz del principal partido de la oposición en el Congreso, donde formuló varias preguntas parlamentarias, en la misma línea de las "teorías de la conspiración" sobre la actuación de la justicia y las fuerzas y Cuerpos de Seguridad en la investigación del atentado. Tras las elecciones del 9 de marzo de 2008 anunció que dejaba su cargo para «fomentar la renovación», pero sin abandonar su escaño. Sin embargo, poco después, el 29 de abril, renunció a su puesto de diputado y su retirada "temporal" de la política para trabajar como delegado para Europa del Grupo Telefónica

### Abandono de la política
Desde 2012 hasta mayo de 2018 Eduardo Zaplana fue adjunto al secretario general de la multinacional española Telefónica.
En 2008 fundó la empresa de asesoramiento Decuria Consulting.

### Acusación de corrupción y prisión preventiva
Fue detenido el 22 de mayo de 2018, acusado de blanqueo de capitales, cohecho, prevaricación, malversación de fondos públicos, tráfico de influencias, fraude en la contratación, delito fiscal, falsedad documental, asociación ilícita para delinquir y grupo criminal en el marco de la operación Erial. Telefónica suspendió su relación laboral tras conocerse este hecho. El 24 de mayo de 2018 ingresó en el Centro Penitenciario de Picasent. Esta medida cautelar de prisión preventiva fue recurrida por la defensa del expolítico, pero desde el juzgado se desestimó entonces la solicitud de excarcelación por motivos de salud justificándolo en "el elevado riesgo de fuga y el peligro de destrucción de pruebas por parte del ministro si queda en libertad" 
Las penurias físicas aparentemente padecidas por Zaplana en prisión, enfermo de leucemia desde 2015 y que le llevaron a ingresar en el Hospital de la Fe de Valencia, motivaron en diciembre de 2018 diversas peticiones para que el reo preventivo no regresara a prisión por «humanidad» y por «compasión» provenientes, por ejemplo, de Arnaldo Otegi, Ximo Puig, Pablo Iglesias y José María Aznar.
A estas peticiones de excarcelación por principios humanitarios se sumaron exministros de UCD, PSOE y PP, así como se han presentado miles de firmas ante el Consejo General del Poder Judicial (CGPJ) solicitando la libertad de Zaplana. En la prensa de ámbito nacional y local se han publicado artículos favorables a dejar libre al expolítico, rubricados por periodistas entre quienes destacan Luis María Ansón, Juan R. Gil y Elisa Beni. Dentro del ámbito académico también se produjeron manifestaciones favorables.
Por su parte, en enero de 2019 la Fiscalía se opuso a que se levantara la medida cautelar de prisión preventiva. debido al elevado riesgo de fuga del acusado, pero tras la incautación de 6 millones de euros en Suiza, cuyo 90% pertenecía a Zaplana según el juzgado el riesgo de fuga se redujo sustancialmente por lo que el 7 de febrero de 2019 fue decretada su puesta en libertad tras ocho meses y medio en prisión preventiva En octubre de dicho año se filtraron las pruebas judiciales del caso. En el informe final, hecho público en 2020 se apuntan, entre otros términos que "la suma total de fondos que se abonan en productos bancarios radicados en Luxemburgo y titulados por Imison asciende a 11.209.028 euros".
El 15 de octubre de 2024, la Audiencia Provincial de Valencia halló probado que Eduardo Zaplana, entre 1997 y 2000, había aceptado sobornos a cambio de amañar concursos de adjudicación de estaciones de inspección técnica de vehículos. Le declaró culpable también de otros tres delitos: prevaricación, falsedad y blanqueo de capitales, y le condenó a una pena de prisión de 10 años y 5 meses, así como al pago de multas por más de 25 millones de euros.

## Cargos desempeñados
- Concejal en el Ayuntamiento de Benidorm (1991-1995).
- Alcalde de Benidorm (1991-1995).
- Diputado por la provincia de Valencia en las Cortes Valencianas (1995-2002).
- Presidente de la Generalidad Valenciana (1995-2002).
- Ministro de Trabajo (2002-2004).
- Portavoz del Gobierno de España (2003-2004).
- Diputado por la provincia de Valencia en el Congreso de los Diputados (2004-2008).
- Portavoz del Grupo Parlamentario Popular en el Congreso de los Diputados (2004-2008).
- Diputado por Madrid en el Congreso de los Diputados (2008).
- Vocal del Consejo Social de la Universidad de Cartagena (2016-2018)[35][36]

## Reconocimientos
- Gran Cruz de la Orden de Carlos III (2004)[37]
- Premio de Honor del Patronato de Turismo (2004)[38]
- Gran Cruz de la Orden de Jaume I el Conqueridor (2008)[39]